# Николов, Александр (боксёр)
Алекса́ндр Ни́колов (болг. Александър Николов; 4 марта 1940 года) — болгарский боксёр полутяжёлой весовой категории, выступал за сборную Болгарии в середине 1960-х годов. Бронзовый призёр летних Олимпийских игр в Токио, обладатель серебряной медали Балканского чемпионата, участник многих международных турниров и матчевых встреч. Также известен как тренер по боксу.

## Биография
Родился 4 марта 1940 года. Первого серьёзного успеха на ринге добился в 1964 году, когда одержал победу в двух матчевых встречах со сборной ГДР и завоевал золотую медаль в полутяжёлом весе на международном турнире «Странджа» в Софии. Благодаря череде удачных выступлений удостоился права защищать честь страны на летних Олимпийских играх в Токио — сумел дойти здесь до стадии полуфиналов, после чего досрочно в третьем раунде проиграл итальянцу Козимо Пинто, который в итоге и стал олимпийским чемпионом.
Получив бронзовую олимпийскую медаль, Николов ещё в течение некоторого времени оставался в основном составе национальной сборной, принимая участие в крупнейших международных турнирах. Так, в 1965 году он выиграл чемпионат Болгарии в полутяжёлой весовой категории, ездил в Лейпциг на матчевую встречу с командой ГДР. Год спустя выиграл серебряную медаль на чемпионате балканских стран в Белграде (в решающем матче турнира по очкам уступил югославу Эдо Келеру), также в этом сезоне участвовал в матчевых встречах со сборными ГДР и Румынии. В 1967 году принял решение завершить карьеру спортсмена, уступив место в сборной молодым болгарским боксёрам. После завершения спортивной карьеры работал тренером по боксу, подготовил многих талантливых бойцов.